# Asten (Paesi Bassi)
Asten  è un comune dei Paesi Bassi di 16 342 abitanti situato nella provincia del Brabante Settentrionale.

## Amministrazione

### Gemellaggi
- Hattorf am Harz